# Tarnowskie Góry Wąskotorowe
Tarnowskie Góry Wąskotorowe – przystanek osobowy i mijanka, dawniej stacja kolejowa Górnośląskich Kolei Wąskotorowych w Tarnowskich Górach, na granicy dzielnic Śródmieście-Centrum i Osada Jana, w rejonie ulicy Bytomskiej.

## Galeria

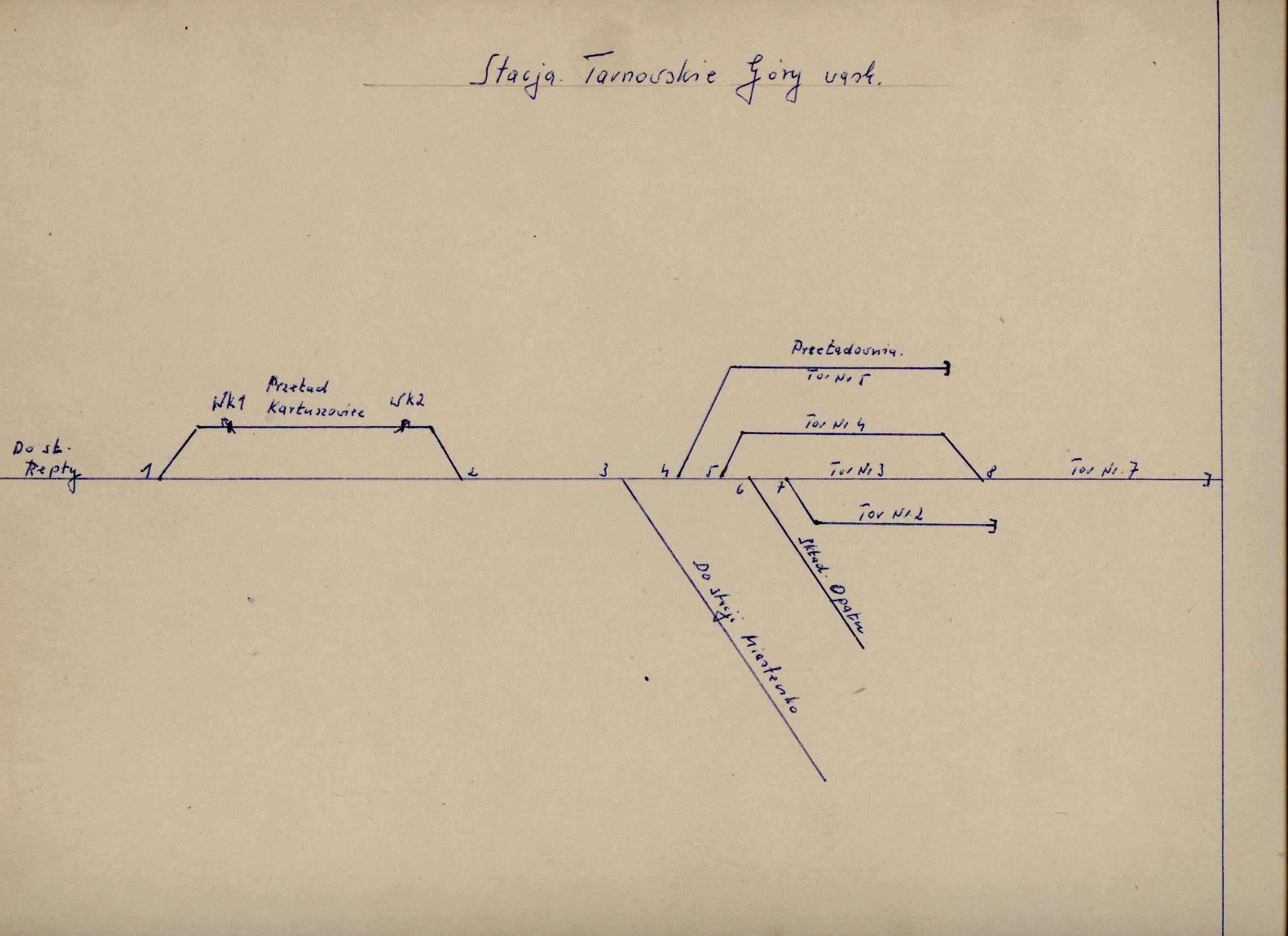
Schemat stacji Tarnowskie Góry Wąskotorowe
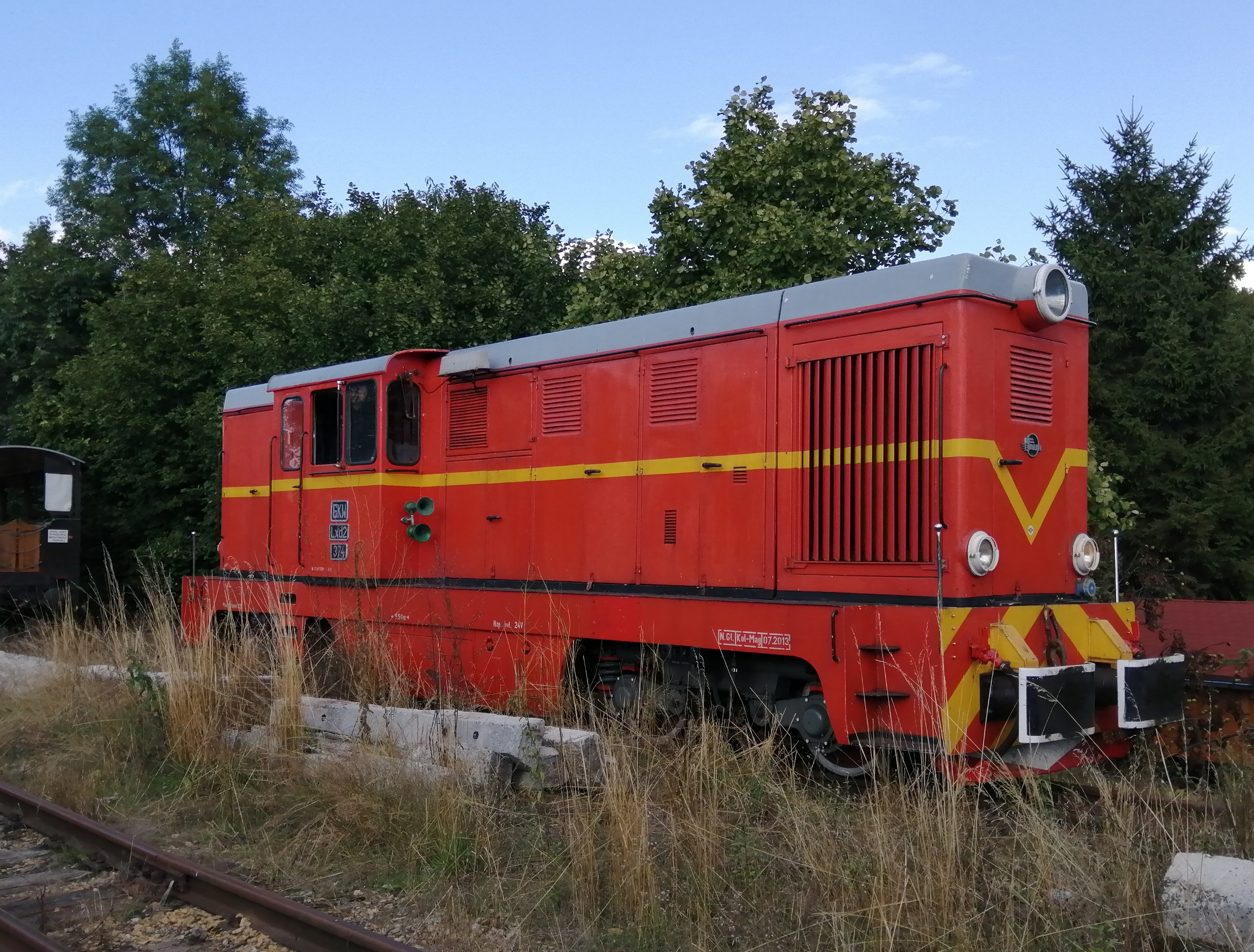
Lxd2 na stacji (2023)
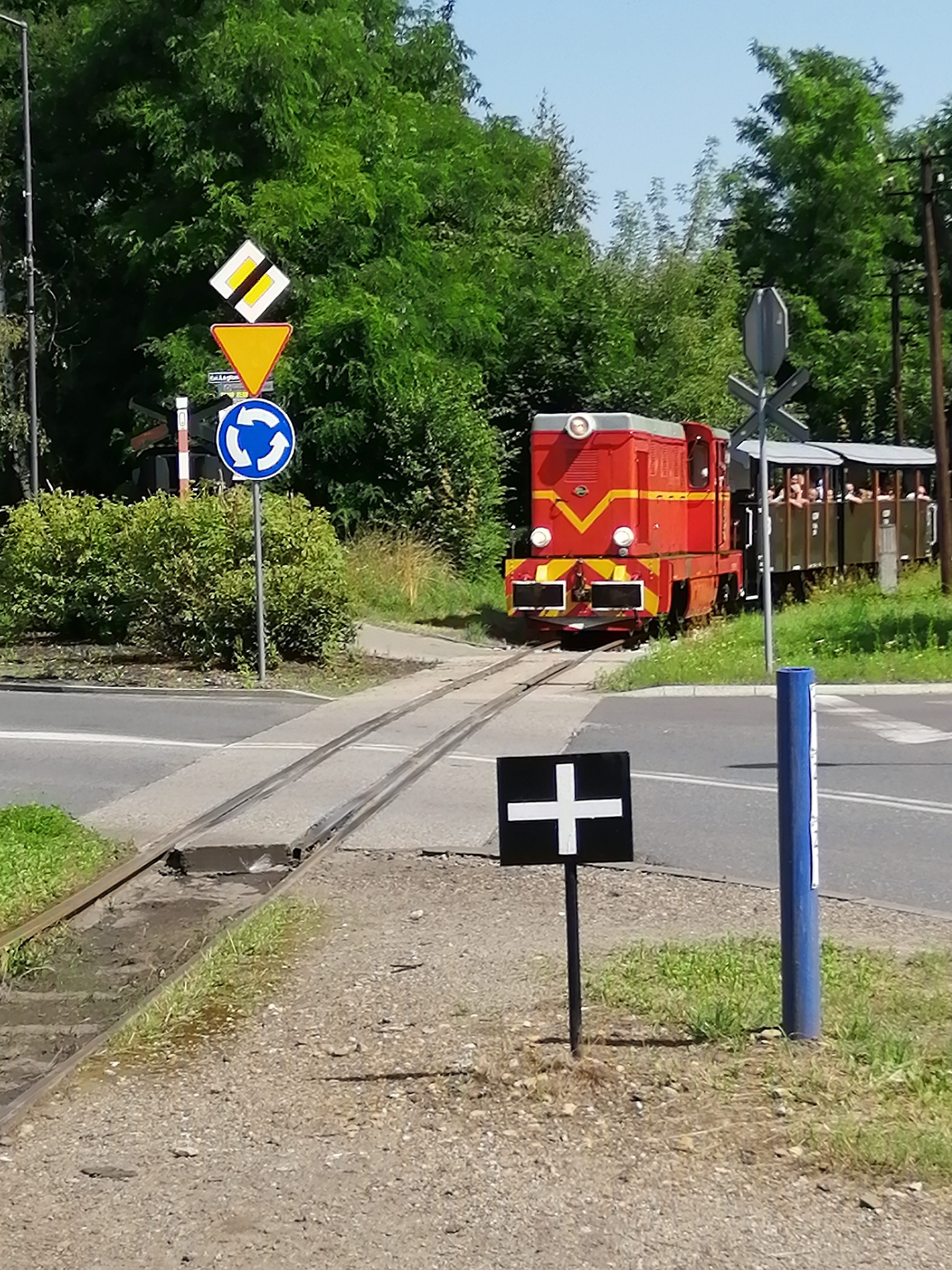
Pociąg turystyczny W-12 wjeżdża na stację Tarnowskie Góry Wąskotorowe (lipiec 2020)
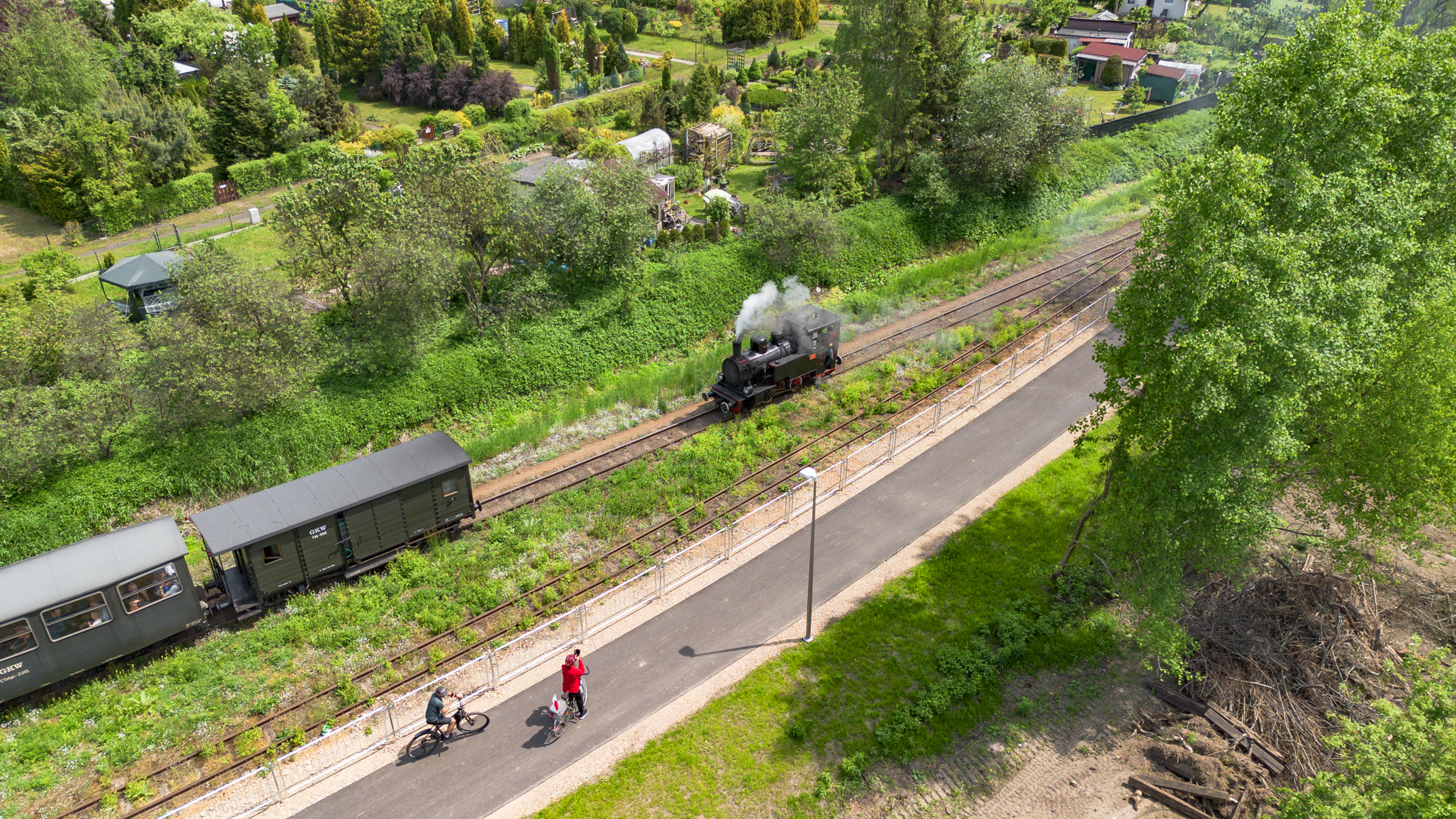
Parowóz TKb 27 podczas manewrów na stacji (2023)
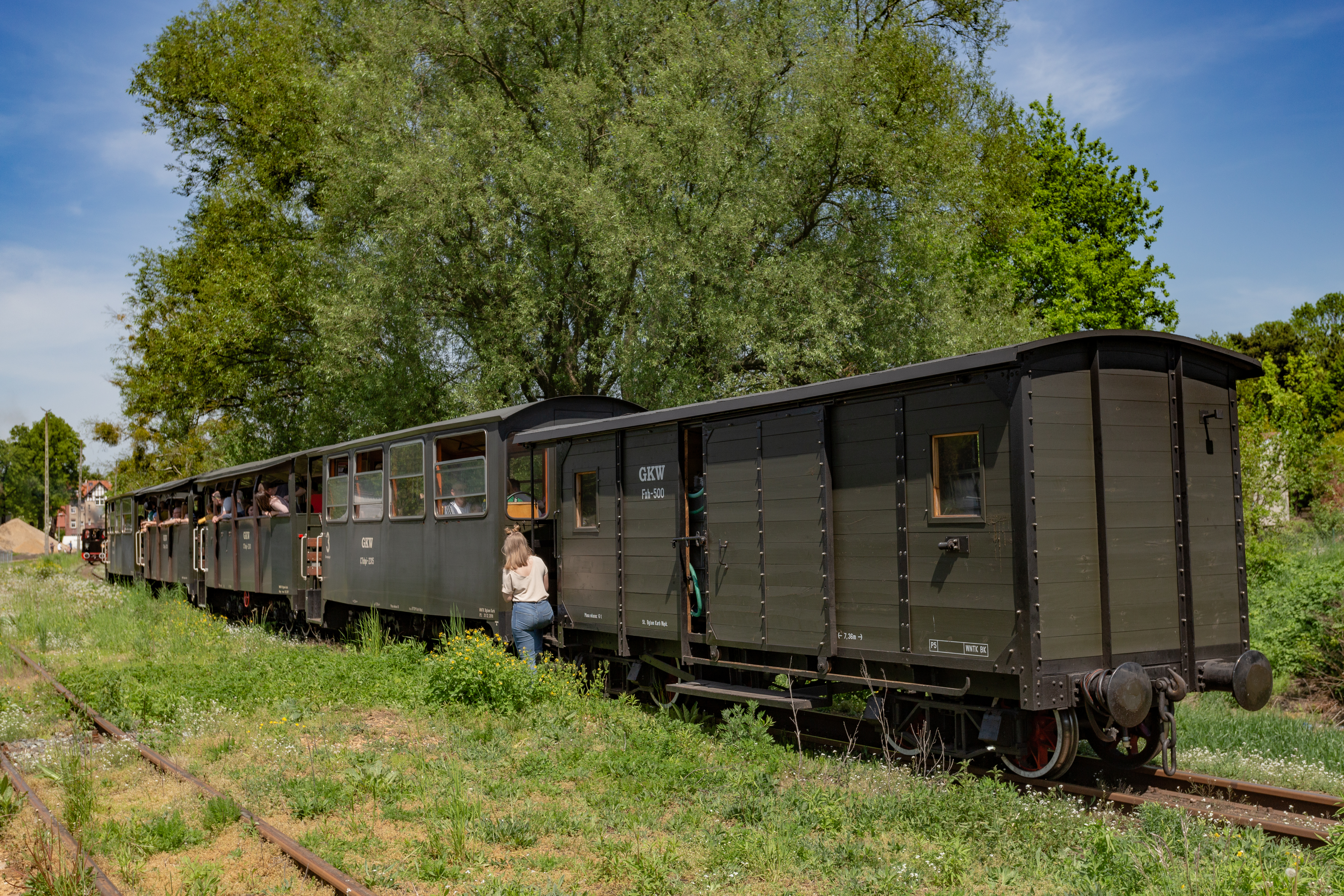
Wagon wąskotorowy Fxh-500 w składzie pociągu turystycznego na stacji (2023)
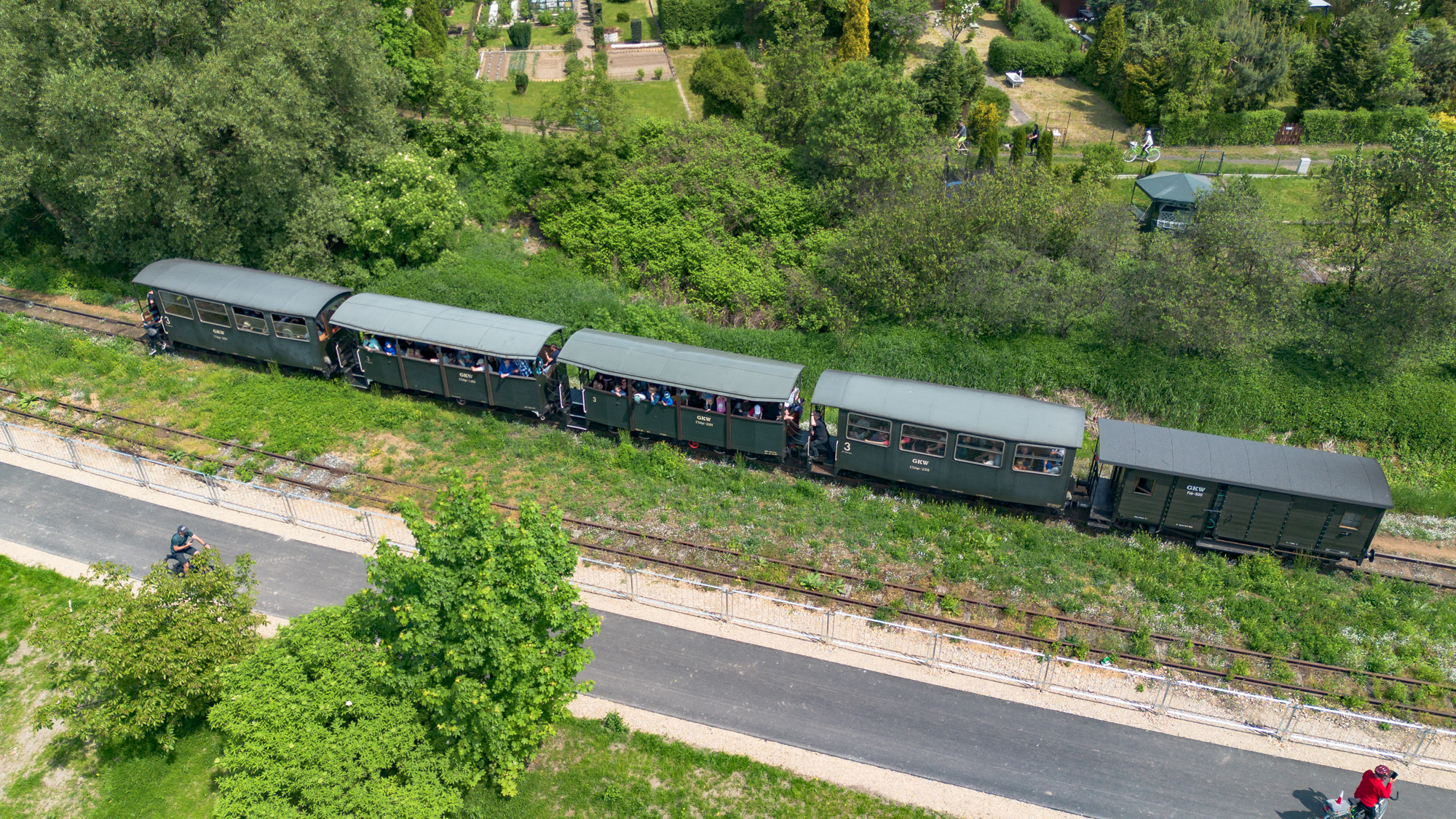
Wagony SGKW na stacji (2023)